# Vincenzo Tamagni

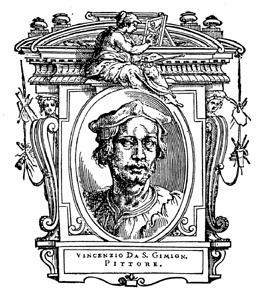
Vincenzo Tamagni, según las Vite de Vasari.

Vincenzo Tamagni, también conocido como Vincenzo da San Gimignano (San Gimignano, 10 de abril de 1492 - San Gimignano, 1530), fue un pintor renacentista italiano.

## Biografía
Se inició como discípulo del Sodoma, a quien ayudó en la realización de los frescos del monasterio de Monte Oliveto Maggiore, cerca de Siena. En 1510-1512 ejecutó los frescos con la Virgen con el Niño y santos en el Ospedale de Santa Maria della Croce en Montalcino, donde todavía puede apreciarse la fuerte influencia del maestro.
Vincenzo marchó a Roma, donde pasó a formar parte del taller de Rafael. Probablemente participó en los trabajos de las Logias vaticanas. Sus frescos en el ábside de Santa Maria de Arrone (Terni, 1516) refelejan el estilo romano de su época, en especial el de las Estancias de Rafael en el Palacio Apostólico de la Ciudad del Vaticano y la manera típica de Baldassare Peruzzi.
Tamagni siguió participando en los diversos proyectos que el taller de Rafael acometió. En los trabajos de las logias vaticanas, muchas escenas pueden serle atribuidas (Unción del Rey David, Adoración de los Reyes Magos, Ultima Cena).
Como artista independiente, Tamagni se especializó en la decoración de fachadas, siguiendo el estilo de claroscuro monócromo de artistas como Polidoro da Caravaggio y Maturino da Firenze. Según Giorgio Vasari fueron muchos los nobles romanos que solicitaron sus servicios.
Volvió a San Gimignano en 1522, donde trabajó en diversos encargos. En 1525 retornó a Roma para decorar la Villa Lante con retratos de hombres y mujeres ilustres y grutescos. Como consecuencia del Saco de Roma en 1527 tuvo que volver definitivamente a su patria, donde falleció hacia 1530 según Vasari, víctima de unas fiebres.

## Obras destacadas

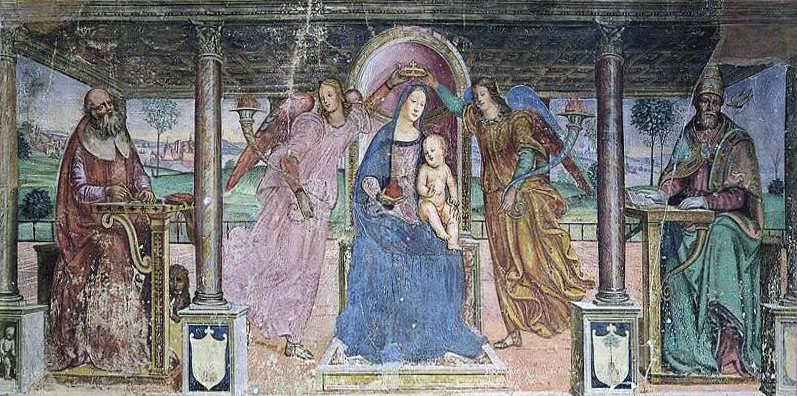
Virgen entronizada con el Niño, ángeles y santos

- Virgen con el Niño y santos (1510-12, Ospedale de Santa Maria della Croce, Montalcino), fresco.
- Frescos de Santa Maria de Arrone (1516, Terni)
- Virgen entronizada con el Niño (1522, San Gerolamo, San Gimignano)
- Nacimiento de la Virgen (1523, San Agostino, San Gimignano)
- Asunción de la Virgen (c. 1523, Badia de Isola)
- Virgen y el Niño con santos (1525, iglesia parroquial, Pomarancio)
- Frescos de la Villa Lante (1525, Roma)
- Esponsales místicos de Santa Catalina (c. 1528, Biblioteca Comunale, San Gimignano)
- Encuentro de San Joaquín y Santa Ana en la Puerta Aurea (1528, San Salvatore, Istia d'Ombrore)
- San José (1528, Palazzo Barberini, Roma)